# Satoshi Saïkusa
Satoshi Saïkusa (1959-2021) est un photographe de mode, portraitiste et plasticien japonais.

## Biographie
Satoshi Saïkusa naît en 1959 à Kyushu, sur la plus méridionale des îles japonaises. En 1978, il déménage à Tokyo, fréquente les salles de cinéma où l’on projette les films d'Elia Kazan ou de Federico Fellini, mais surtout ceux des Français, de Marcel Carné à la Nouvelle Vague. Il rencontre Makoto Kamata, alors directeur de Shū Uemura Make-Up School, qui va éveiller son intérêt pour la mode. Au début des années 1980, il quitte le Japon pour un voyage à la découverte de l’Europe. En suivant les traces des surréalistes, mais aussi des couturiers français tels que Yves Saint Laurent, il arrive à Paris en 1984 (redevenue à cette époque capitale de la mode). Il projette au départ d'y séjourner seulement quelques mois pour finalement s'y établir et en faire la ville de sa résidence principale. Il meurt en septembre 2021 au Japon.

## Photographie

### Jeunesse et débuts
Il s’entoure dès les premiers temps à Paris d’un groupe d’amis japonais travaillant tous dans l'univers de la mode. L’un d’entre eux, un certain Zigen, va l’initier à la photographie. En 1986, Satoshi Saïkusa réalise une série d’images d’hommes et de femmes portant le chapeau, et se fait ainsi remarquer par Franca Sozzani[réf. nécessaire]. Cette dernière est nommée deux ans plus tard rédactrice en chef de Vogue Italia. Une collaboration de près de 20 ans s'ensuivra entre le photographe et l’influente rédactrice en chef. C’est elle qui, en 1988, lui commande sa première couverture pour le numéro spécial Alta Moda[source insuffisante] de Vogue Italia.
Sa carrière débute en même temps que la relance économique des années 1980, le power dressing et l’ascension des « jeunes créateurs » (Jean-Paul Gaultier, Thierry Mugler…), autrement dit dans un contexte d’effervescence mondiale et d’euphorie médiatique autour du monde de la mode. Depuis ses débuts, le photographe est appelé pour photographier[source secondaire nécessaire] les supermodels comme Christy Turlington, Naomi Campbell, Tatjana Patitz, Claudia Schiffer, Karen Mulder, Helena Christensen, Eva Herzigova, puis Carla Bruni, Stella Tennant, Kate Moss et, dans les générations suivantes, Carmen Kass, Karolina Kurkova, Natalia Vodianova, ou Cara Delevingne…
Pourtant, Satoshi Saïkusa aime à travailler avec les mannequins débutantes, pour l’originalité de leur caractère encore non-formaté qui leur confère une attitude plus spontanée. En 1994, il photographie la jeune Laetitia Casta, alors âgée de quinze ans, pour Glamour Italie. L’année précédente, il a assuré la campagne Opium de Yves Saint Laurent avec Kate Moss, qui commençait à connaître un certain succès. Cette campagne sera répertoriée parmi les plus sulfureuses d'Yves Saint Laurent.
Plus tard, le photographe réalisera une série sur des mannequins en début de carrière, mises en scène dans leur propre chambre ou appartement. Ces clichés rendront aussi compte des conditions de vie de ces jeunes femmes, parfois éloignées de l’opulence et du luxe véhiculés par les médias[source secondaire nécessaire].

### Photographe de mode
Cette section ne s'appuie pas, ou pas assez, sur des sources secondaires ou tertiaires indépendantes du sujet.

Pour l'améliorer, ajoutez-en, ou placez des modèles {{Source secondaire souhaitée}} ou {{Source secondaire nécessaire}} sur les passages mal sourcés. (février 2023)
Demeurant à l’écart des milieux mondains et des fêtes à outrances, Satoshi Saïkusa est pourtant sollicité durant toute sa carrière par divers magazines : en France avec Vogue Paris, GQ, Numéro, ELLE, Madame Figaro, à Londres avec Harper's Bazaar, The Face, i-D, ou à New York avec V, Visionaire (art, mode, film et culture contemporaine), W magazine, Allure, George (mensuel people et politique lancé par John Fitzgerald Kennedy Jr publié entre 1995 et 2001), etc.
Le photographe assure les couvertures des magazines avec les personnalités qui font l’actualité : Juliette Binoche (Vogue Paris, septembre 1995), Michelle Pfeiffer (Instyle, août 2006), Monica Bellucci (Flair Italie, décembre 2006), Naomi Watts (Bazaar UK, mars 2007), Milla Jovovich (GQ, avril 2007), Rihanna (Marie Claire UK, décembre 2007), Sophie Marceau (ELLE, mars 2008), Beth Ditto (Têtu, janvier 2011), Eva Green (L’Officiel France, 2011), Willem Dafoe (Optimum Style, octobre 2012), Nicki Minaj (Marie-Claire UK août 2013), Kylian Mbappé (L’Officiel Hommes, juin-juillet 2018), Vincent Cassel (L’Officiel Hommes no 59, novembre 2018).
Il apporte aussi sa contribution à des éditions plus confidentielles. Il a notamment réalisé une série avec Diane Kruger pour Egoïste.
En 2006, le photographe participe au no 1 du magazine Le Dictateur[source insuffisante], un projet éditorial créé par Federico Pepe et Pierpaolo Ferrari. Ce premier numéro se présente sous la forme d'un livre-objet d'images, sous étui scellé et coffret, numéroté au tampon à 1500 exemplaires.
Certaines de ses contributions auprès de couturiers sont exposées lors des rétrospectives muséales :
- en 2001, avec Giorgio Armani[11] au Guggenheim Museum ;
- en 2013 pour l’exposition Punk : Chaos to Couture[12] avec Gianni Versace au Metropolitan Museum of Art ;
- en 2019 pour l'exposition Thierry Mugler : Couturissime[13] au Musée des beaux-arts de Montréal.

À côté de ces contributions éditoriales, il a également dirigé les campagnes des grandes marques de cosmétique comme Yves Saint Laurent (avec Kate Moss), Lancôme (avec Isabella Rossellini), Shiseido (avec Angelina Jolie), ou encore Jill Stuart (avec Lindsey Wixson)[source secondaire nécessaire].

### Portraitiste
Dès le début de sa carrière, Satoshi Saïkusa a exécuté le portrait photographique de nombreuses personnalités du XXe siècle (comédiens, peintres, musiciens, danseurs, architectes). Pour lui, ces images sont avant tout l’occasion de rencontrer et d’échanger avec les artistes.
En 1990, il fait un premier pas dans l’univers de la danse en réalisant le portrait de Patrick Dupond pour le journal Libération. En 2006, il pénètre les coulisses du Théâtre de la Scala de Milan et réalise une série sur les danseurs étoiles, qui donnera lieu à un livre[source insuffisante]. Plus tard, il dressera aussi les portraits de Roberto Bolle, Blanca Li et Aurélie Dupont…
En 1991, le photographe réalise les images de l’album Diva de la chanteuse écossaise Annie Lennox. Ces photographies seront exposées au Victoria & Albert Museum (2011) à Londres et à la Scottish National Portrait Gallery (2013).
En 1998, il propose au magazine George de réaliser les portraits de trois des personnalités qu’il admire : Louise Bourgeois, Philip Johnson et  Ellsworth Kelly. Ces entrevues se font sans intermédiaire, le photographe appréciant ces rencontres en immersion, dans l’intimité de ses sujets. La même année et pour le même magazine, il immortalisera Johnny Depp.
Sa couverture en 2010 pour Têtu avec Catherine Deneuve entourant de ses bras un jeune homme totalement nu a soulevé une certaine polémique. L'actrice dira que « c'était quand même Satoshi qui faisait la photo, je le connais, un très bon photographe, donc, bon, j'y suis allée. »
En 2018, le directeur de la Kunsthalle de Bielefeld lui demande un tirage de Philip Johnson à l’occasion des 50 ans du Musée. Cette photographie sera intégrée à l’installation de l’artiste new-yorkais Dennis Adams puis exposée de façon permanente face au musée.
La même année, Marc Lavoine, pour qui il avait déjà réalisé Cher Ami en 1989, lui propose de concevoir le clip[source insuffisante] et les photographies de son album Je reviens à toi.
Tout au long de sa carrière, Satoshi Saïkusa a également photographié Vanessa Paradis, Yayoï Kusama, Takeshi Kitano, Ryuichi Sakamoto, Fernando Botero, Sofia Coppola, Jean Nouvel, Roman Polanski, Rossi de Palma…

## Artiste
À partir des années 2000, tout en poursuivant son travail de photographe de mode, Saïkusa se consacre davantage à un travail personnel et s'oriente vers ce que l'on appelle la photographie plasticienne. Il met notamment au point une technique inédite dans le découpage et l’assemblage de ses photographies. Son travail est exposé dans des galeries parisiennes et autres institutions (voir chapitre Expositions).
Après une longue pratique de la photographie argentique, Satoshi Saïkusa - comme la majorité des photographes de mode de son époque - est passé dans les années 2000 à la photographie numérique. Sa démarche en tant que plasticien va lui permettre de conserver une pratique plus artisanale dans son processus créatif. 
Mêlant sa double culture japonaise et française, le photographe plasticien explore l’iconographie des memento mori et du Mujô-Kan, riche de symboles tels que la fleur, le crâne ou le papillon. Thème qu’il aborde de multiples façons dans son exposition No-Zarashi (2017). "(...)Peu d'œuvres dans la première salle : c'est une manière d'inciter à la contemplation. Car pour apprécier l'art multiforme de Satoshi Saïkusa, il faut prendre son temps. Dessins, sculptures, installations, photographies, vidéo (...)"
À la suite des attentats perpétrés à Paris en 2015, il se munit d’un appareil photo pour fixer les multitudes de fleurs déposées en commémoration aux victimes. Naîtrons de ces clichés, un ensemble de photos, installations, sculptures et vidéos.
En 2010, il va fonder avec son épouse, Diem Quynh, la Galerie Da-End. Les premières expositions s'ouvrent sur les œuvres d'artistes japonais tels que Fuyuko Matsui, Toshio Saeki ou Daidō Moriyama. Aujourd'hui, d'autres artistes internationaux sont représentés par la galerie, comme le peintre suédoise Markus Åkesson, le jeune artiste ukrainien Nikolay Tolmachev, la plasticienne vietnamienne Kim KototamaLune, le vidéaste et artiste multidiscinplinaire colombien Nieto, etc. Outre les expositions d'artistes plasticiens, ce sont aussi des musiciens, écrivains, architectes, acteurs, danseurs qui s'y croisent.

## Style
Satoshi Saïkusa se dit influencé par le photographe allemand August Sander, pour la diversité des visages que celui-ci donne à voir. Les portraits du Japonais sont pourtant plutôt posés et soigneusement composés au moment de la prise de vue et en post-production. « Pour Satoshi Saïkusa, le visage est à la fois important et pas important. Le visage est notre humanité, mais nous nous divisons sur la base de nos traits, entre nations et races. Nous nions l’universalité de nos visages en essayant de discerner ce qui est beau ou laid, ou en essayant de définir ce qui nous unit à de plus petites fractions de l’humanité. Et ce faisant, nous nions aussi l’universalité de ce qui est caché derrière le visage : c’est-à-dire le crâne. Comme le montre le travail captivant de Saïkusa, le crâne endure tout autant que la beauté. La mort, semble nous dire ses œuvres, donne du sens à la vie mais aussi à la beauté. Une vérité difficile, que le regard perspicace de Saïkusa a su discerner, même si elle échappe à beaucoup d’entre nous.» (Viet Thanh Nguyen, Prix Pulitzer 2017)
« Sous couvert de son métier de photographe de mode pour des magazines prestigieux, il évolue, au moins une partie du temps, au milieu de gens dits d'exception : des riches qui peuvent se rendre beaux, des renommés qui sont sur-distingués du fait de leur célébrité, ou les chanceux qui sont nés hyper séduisants. Pour ceux d'entre nous qui ne voient ces personnes exceptionnelles qu'à travers les photographies de Saïkusa, ils apparaissent tout à la fois humains et au-delà de l'humain.» (Viet Thanh Nguyen)
Ses séries de mode, caractérisées par la sobriété et l'élégance de la mise en scène, comportent souvent des références cinématographiques (J. Cassavetes pour Flair) ou picturales. Malgré une assimilation évidente des codes occidentaux, la pensée nipponne transparaît clairement dans ses clichés.

## Publications
1998 : Fashion Images de Mode No.3, Lisa Lovatt-Smith, Editions Steidl, octobre 1998, 201 p.  (ISBN 3882435437)
2000 : Valentino’s RED BOOK/ Fashion Photocopy Manual 1960 - 00, Franca Sozzani & Luca Stoppini, Editions Rizzoli, 8 p.  (ISBN 8817865257)
2000 : Giorgio Armani (Guggenheim Museum Publications), Germano Celant & Harold Koda, Editions Harry N. Abrams, Inc., 381 p.  (ISBN 0810969270)
2002 : Topolino : Make-Up Games, Catherine Ormen, Bettina Rheims, Eric Traoré, Lionel Bouard, Editions Assouline, 5 juin 2002, 79 p.  (ISBN 2843233607)
2004 : Métamorphoses, Serge Normant & Julia Roberts (préface), Editions de la Martinière, 15 septembre 2014, 191 p.  (ISBN 2732431338)
2006 : Le Dictateur, Federico Pepe, Pierpaolo Ferrari, 2006, 200 p.   (ISBN 978-2-84066-195-5)
2006 : Ouvrage photographique A day with corpo di ballo del Teatro alla Scala, Satoshi Saïkusa, 48 p.
2008 : The House of Viktor & Rolf, Caroline Evans & Susannah Frankel, Merrell Publishers Ltd, 18 novembre 2014, 256 p.  (ISBN 1858944600)
2014 : Ma cuisine française, Yannick Alléno, Editions Hachette Pratique, 5 novembre 2014, 782 p.,  (ISBN 2012388264)
2016 : Hair book by Sam McKnight, Editions Rizzoli, 25 octobre 2016, 296 p.  (ISBN 0847848787)
2018 : Brand Book YSL Beauté, photographie de Staz Lindes, Omédia Paris
2018 : 50 Jahre Kunsthalle Bielefeld. Bilder einer Sammlung: Katalog zur Jubiläumsausstellung, Editions Wienand, 302 p.,  (ISBN 3868325018)
2019 : Monographie Thierry Mugler : Couturissime, Editions Phaidon, 2 mai 2019, 400 p.  (ISBN 0714879452)

## Filmographie

### Films publicitaires (sélection)
1991 : Gaz de France
1991 : Guerlain l'Or
1992 : Transports ferroviaires d'Île-de-France, SNCF
1992 : Ô de Lancôme, Lancôme
1993 : France Telecom
1993 : Parfum Opium (avec Kate Moss), Yves Saint Laurent
1996 : Optane Essence, ELF
1996 : Anaïs Anaïs, Cacharel
1997 : Ford Fiesta
2000 : Cerruti Image Femme
2002 : Azzura de Azzaro
2002 : Absolu de Rochas
2005 : Evian Affinity
2018 : Jill Stuart Beauty Campaign Spring

### Art vidéo
- 2015 : Ben
- 2017 : Toi aussi, moi aussi, nous sommes là
- 2017 : Vanitas